# Expanded memory

Stránky jsou přepínány a jedna z nich se objeví v adresním prostoru vrchní paměti.

Expanded memory (EMS) je v informatice označení pro přístup k operační paměti počítače v reálném režimu v systému DOS. Procesory Intel 8086 a kompatibilní mohly přímo adresovat pouze 1 MiB RAM, protože používaly 20 adresních linek (220 = 1048576 bajtů). Standard EMS umožnil v počítači používat další přídavnou paměť a používal se pro paměťově náročnější programy, jako například tabulkový procesor Lotus 1-2-3 nebo starší řadu Microsoft Windows.

## Charakteristika
Paměť EMS byla k dispozici pomocí rozšiřujících karet, které se zasouvaly do slotů sběrnice ISA. Programátor přistupoval k této rozšiřující paměti nepřímo. Rozšiřující paměť se promítala po částech do malého okénka v paměti nad hranicí 640 KiB, kde byl rezervován prostor pro rozšiřující karty. Úsek rozšiřující paměti, který se do okénka promítal, šlo měnit pomocí pokynů předávaných rozšiřující kartě.
S příchodem novějších procesorů (Intel 80286), které mohly přímo adresovat větší rozsah paměti, byla paměť EMS emulována v běžné operační paměti (kvůli zpětné kompatibilitě s existujícími programy) a též zpřístupněna pomocí standardu extended memory.